# Oligotrichum undulatum
Oligotrichum undulatum là một loài rêu trong họ Polytrichaceae. Loài này được (Hedw.) Lam. & DC. mô tả khoa học đầu tiên năm 1805.